# Junge Freiheit

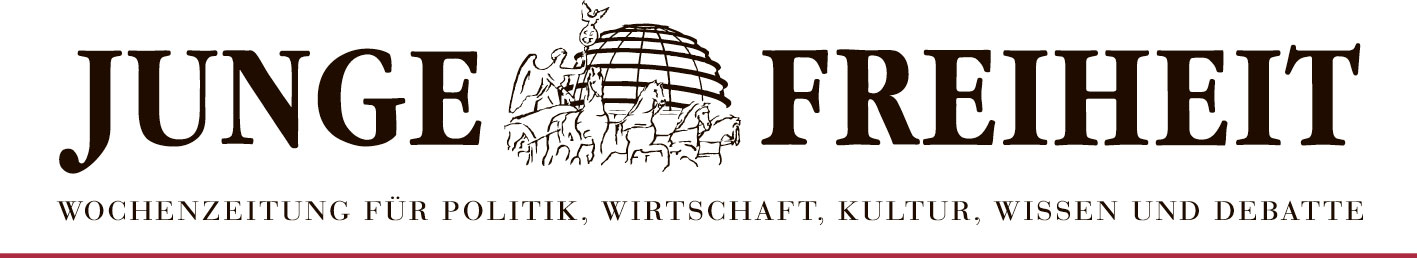
Logo

De Junge Freiheit is een Duits weekblad, met zetel in Berlijn. Het blad wil zich profileren als een conservatieve krant voor politieke en culturele vraagstukken voor geheel Duitsland. Het blad laat zich inspireren door de Conservatieve Revolutie uit de Weimarrepubliek.
De Junge Freiheit verschijnt sinds 1986 onder verantwoordelijkheid van Dieter Stein. De oplage was in 03/2014 22.322 exemplaren.